# Antonio Galán
Antonio Galán Sarmiento (Bogotá, 1 de marzo de 1952) es un ingeniero químico, político, escritor y catedrático colombiano, exmiembro del Partido Liberal Colombiano y militante del Nuevo Liberalismo.
Galán fue miembro de la Asamblea Nacional Constituyente de Colombia de 1991 a nombre del Partido Liberal, en el bloque de los galanistas (seguidores de la filosofía de su difunto hermano Luis Carlos Galán). Pese a su respaldo político y familiar, Galán no logró ganar en las dos candidaturas con las que se postuló para ganar la alcaldía de Bogotá, aunque si logró ser varios períodos concejal de dicha ciudad.